# Hugo Pipping

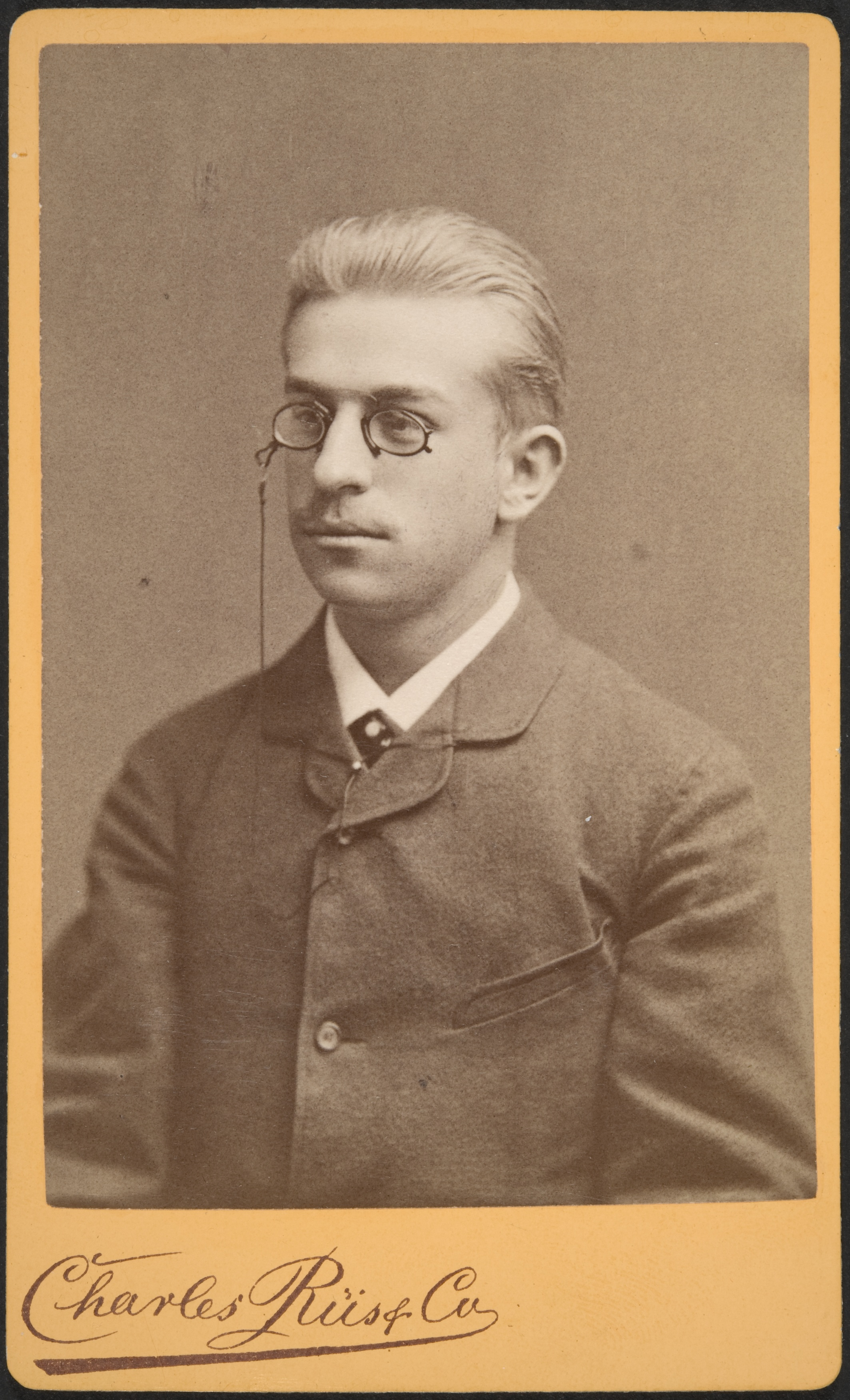
Hugo Pipping (ca. 1892).

Knut Hugo Pipping, nascido em 5 de novembro de 1864 em Hämeenlinna, morreu em 31 de julho de 1944, em Turku, era um lingüista finlandês. Ele era neto de Fredrik Wilhelm Pipping, irmão de Aline Pipping e pai Rolf Pipping.
Hugo tornou-se um estudante em 1882, Bacharel e Mestre em 1886, uma licenciatura e doutorado em 1890, professor associado de fonética na Universidade de Helsínquia, em 1891, após convocação de um professor de línguas escandinavas e fonética na Universidade de Gotemburgo, em 1903, extraordinário professor de Língua sueca e literatura na Universidade de Helsínquia em 1907, sem aplicação aos titulares do Presidente reorganizada em escandinavo filologia na mesma universidade 1908.
Pipping dedicou-se sob a orientação de Victor Hensen em Kiel para a ética experiências Alfon e escreveu entre outros Zur Klangfarbe der gesungenen Vocale (em "Zeitschrift für Biologie", XVII, 1890), die Über Theorie der Vocale (o "Acta Societatis scientiarium fennicæ" XX de 1894) e Zur Phonetik finnischen der Sprache (o "Mémoires de la Société fino-ougrienne", XIV, 1899).